# Los Corrales de Buelna
Los Corrales de Buelna è un comune spagnolo di 11.513 abitanti situato nella comunità autonoma della Cantabria, comarca di Besaya.
Il comune è posto al centro della regione ed è formato da sei centri abitati della Valle de Buelna: Barros, Las Caldas de Besaya, Coo, San Mateo, Somahoz e Los Corrales de Buelna che è il capoluogo e dà il nome al comune, e dista 39 km da Santander, capitale della Cantabria.
Los Corrales de Buelna, bagnato dal fiume omonimo, è uno dei principali centri industriali della Cantabria, anche se nel passato la sua attività principale fu l'allevamento del bestiame bovino come attesta il suo nome (il corral è infatti lo spiazzo, il recinto, ove si raccolgono le mandrie). La ripartizione della popolazione attiva del comune indica per il 2,6% del totale, gli addetti nel settore primario dell'agricoltura e dell'allevamento del bestiame, per il 12,6% nell'edilizia, per il 37,5% nell'industria e per 47,3% nel settore terziario. Il tasso di attività è del 47,9% più basso del valore medio della Cantabria che è 52,5% e il tasso di disoccupazione raggiunge il 14,3% rispetto al 14,2% valore medio della Cantabria. L'andamento demografico nel secolo scorso è stato sempre di crescita del numero di abitanti che fu di 2.752 nel 1900 e di 10.872 nel 2003. L'età media è di 40,7 anni, indice di una popolazione prevalentemente giovane.

## Storia
I siti archeologici della zona evidenziano la presenza umana dal paleolitico e in seguito gli stanziamenti dei celti, e poi dei Romani.
Nell'Alto Medioevo la Valle de Buelna fu sotto la signoria della Abadia de Cevarrubias, escluso il paese di Barros che dipese dal Monasterio de Cervatos.
Nel 1431 il re Giovanni II di Castiglia attribuì il Contado de Buelna a Pero Niño che divenne il primo conte della valle. Pero Niño, che fu educato nella casa del re, apparteneva ad un ramo collaterale della potente famiglia dei de la Vega essendo figlio di Inés Lasso de la Vega che fu la nutrice del bambino erede della Corona di Castiglia. La contea, per estinzione della famiglia di Pero Niño, passò poi alle dipendenze dei marchesi de Aguilar e conti di Castañeda. Il comune di Los Corrales de Buelna col nome di San Mateo si formò unendo 6 centri della Valle di Buelna durante il periodo liberale della Spagna dal 1820 al 1823; nel 1835 con la riforma amministrativa del regno assunse il nome attuale e fu incorporato nella provincia di Cantabria.
Il rapido sviluppo economico iniziò nel 1876 con la fondazione della fabbrica della società Altos Hornos - Forjas de Buelna per la metallurgia, determinando un notevole cambiamento nell'economia, nell'urbanistica e nella vita sociale del comune. Dopo questa fabbrica ne sorsero altre favorite anche dalla facilità di comunicazioni e dalla posizione geografica centrale del municipio. Nel frattempo infatti, precisamente nel 1856, si era inaugurato il tratto Santander-Los Corrales della linea ferroviaria Santander-Alar del Rey e nel 1860 il tratto Bárcena-Los Corrales; Los Corrales divenne anche un nodo ferroviario essendo già nodo stradale.

## Monumenti e luoghi d'interesse
- Ermita de Los Remedios del XVII secolo.
- Ermita de la Virgen de la Rueda del XVIII secolo.
- Santuario de la Virgen de la Cuesta del XVII secolo.
- Iglesia de San Vicente Martir del 1916.
- Iglesia Parroquial de Barros del XVIII secolo.
- Santuario de Nuestra Señora de Las Caldas iniziata nel 1663.
- Iglesia Parroquial de Coo della fine del XVIII secolo.
- Casona de Ceballos del XVIII secolo.
- Casona de Mrlchor del XVIII secolo.
- Casa de los Bustamante del XVII secolo.
- Casa solar de los Ceballos del XVIII secolo.
- Asilo de San José del 1926.
- Palacio de los condes de Mansilla del XVIII secolo.
- Parque de las Estelas. Le Estelas (stele), grandi pietre di arenaria di forma circolare su una base rettangolare per permettere la erezione verticale, trovate nel territorio comunale, aventi su ambo le facce dei segni astrali. Le maggiori hanno diametri superiori ai 2 metri e mezzo, base lunga 80 centimetri e spessore di 32 centimetri. Ne è stata trovata anche una piccola di diametro di 175 centimetri. Sono state dichiarate bien de intéres cultural e la loro interpretazione è dubbia, si pensa che risalgano al periodo fra l'età del bronzo e la dominazione romana e rappresentino il sole di cui i Celti professavano il culto. Alcuni studiosi propendono a interpretarli come monumenti funerari.
- Calzada romana, è un tratto lungo alcuni metri di un'importante strada selciata romana che collegava Pisoraca, l'attuale Herrera de Pisuerga a PorTus Bendium, l'attuale Suances e Portus Victoriae identificato con Santander.

## Feste
San Juan Bautista il 24 giugno e si prolunga per alcuni altri giorni, N.tre S.ra de la Rueda il 5 agosto, N.tre S.ra de las Caldas il 15 agosto presso il Santuario, San Roque il 16 settembre e San Mateo il 21 settembre.